# Олександрівка (Роздільнянський район)
Олекса́ндрівка — село в Україні, у Роздільнянській міській громаді Роздільнянського району Одеської області. Населення становить 8 осіб. Належить до Калантаївського старостинського округу. Відстань до районного центру та центру громади шосейним шляхом — 37 км.

## Історія
Станом на 1 вересня 1946 року хутір Олександрівка входив до складу Бринівської сільської ради.
У результаті адміністративно-територіальної реформи село ввійшло до складу Роздільнянської міської територіальної громади та після місцевих виборів у жовтні 2020 року було підпорядковане Роздільнянській міській раді. До того село входило до складу ліквідованої Калантаївської сільради.

## Населення
Згідно з переписом УРСР 1989 року чисельність наявного населення села становила 30 осіб, з яких 13 чоловіків та 17 жінок.
За переписом населення України 2001 року в селі мешкало 12 осіб.

### Мова
Розподіл населення за рідною мовою за даними перепису 2001 року:
| Мова       | Відсоток |
| ---------- | -------- |
| українська | 83,33 %  |
| російська  | 16,67 %  |